# The Epoch Times
The Epoch Times è un quotidiano multilingue internazionale fondato nel maggio del 2000 da John Tang e da un gruppo di cino-americani legati al movimento religioso del Falun Gong. La testata viene generalmente considerata vicina all'estrema destra.

## Storia
Il quotidiano fa parte dell'Epoch Media Group, che dirige anche la New Tang Dynasty Television.
Ha sede a New York e filiali in diversi paesi; esiste su Internet in ventuno lingue e la sua versione stampata è venduta o distribuita gratuitamente, quotidianamente o settimanalmente, in circa trentacinque paesi tra cui Stati Uniti d'America, Canada, Australia, Nuova Zelanda, Giappone, Indonesia, Taiwan, Hong Kong e nei principali paesi dell'Europa occidentale, con edizioni in cinese, inglese, francese e in altre quattordici lingue.
L'organizzazione promuove frequentemente altri gruppi affiliati al Falun Gong, come la compagnia Shen Yun Performing Arts.
I siti web di Epoch Times sono bloccati in Cina continentale.

## Posizione politica

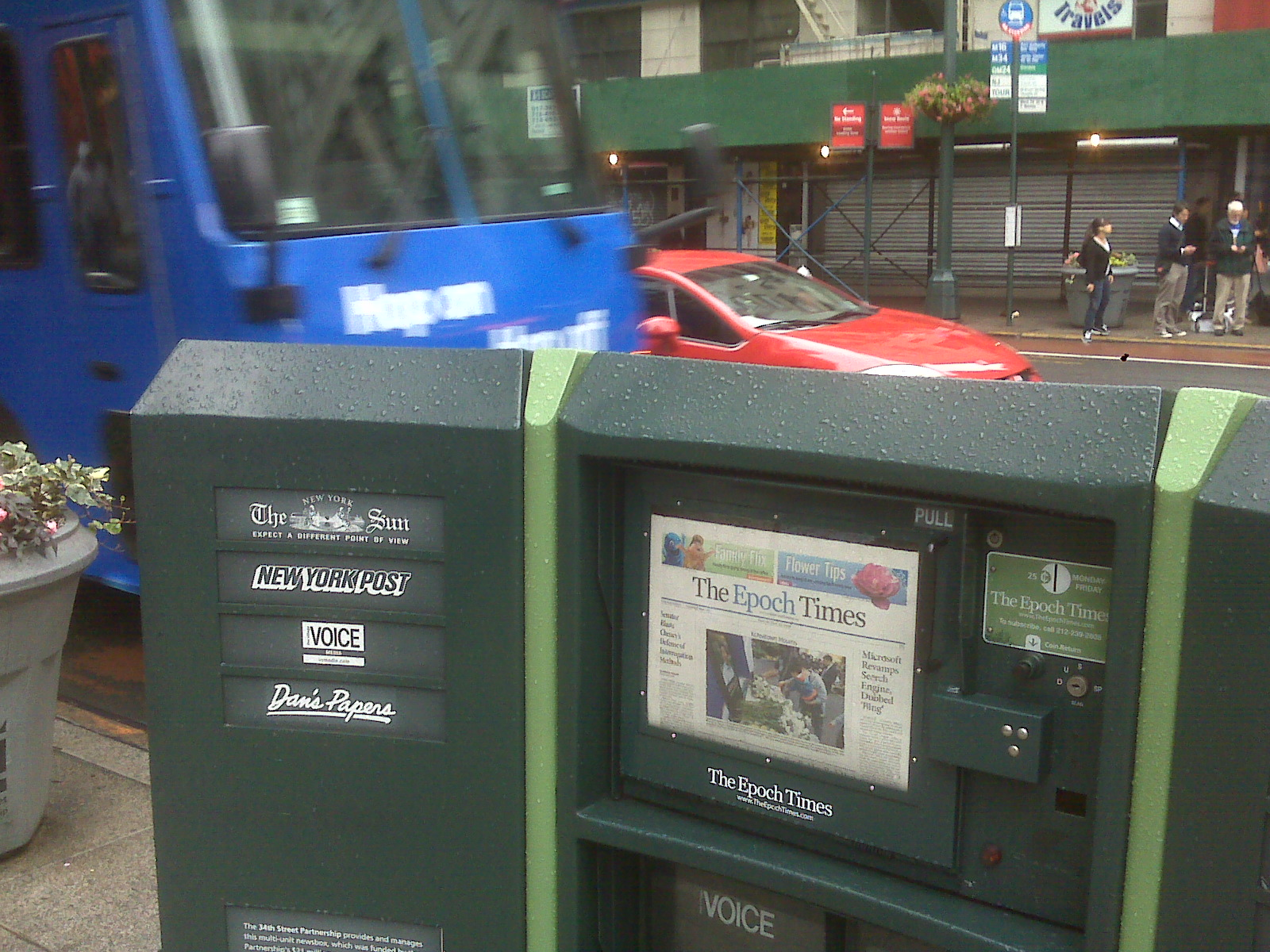
Copie di Epoch Times in vendita sulla 42ª strada di Manhattan, New York, nel 2009.

La linea editoriale globale del quotidiano si oppone esplicitamente – e con un «palese pregiudizio», a detta di analisi terze – al Partito Comunista Cinese (PCC), con un «taglio delle notizie duramente anti-cinese [che] lo rendono popolare soprattutto nei circoli conservatori». Limitatamente agli Stati Uniti d'America, Epoch Times è salito alla ribalta per l'aperto sostegno al tycoon Donald Trump durante il suo primo mandato presidenziale (2017-2021): in quegli anni la testata è divenuta capofila di una serie di media affiliati considerati «una delle principali fonti di informazione (e disinformazione) della destra» statunitense, con una forte influenza sia sull'elettorato sia «nella cerchia della Casa Bianca più fedele a Trump e nella stessa famiglia del presidente».
Secondo l'analisi della società statunitense AllSides il quotidiano avrebbe una posizione politica che tende alla destra, pur con una certa vicinanza al centro.

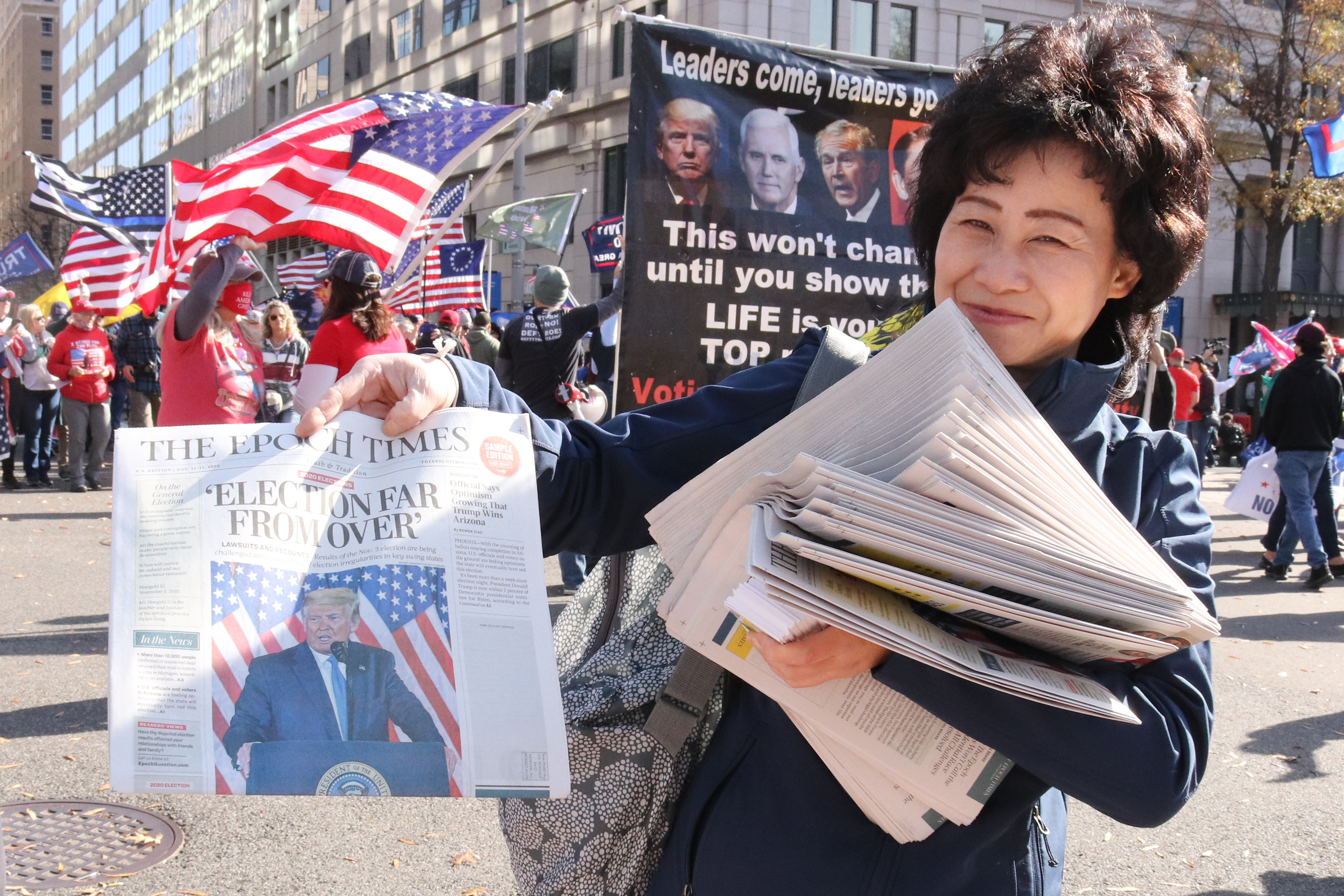
Una donna alla "Million MAGA March" del 14 novembre 2020 a Washington, mentre distribuisce copie di Epoch Times che rilanciano le affermazioni cospirative di Donald Trump sull'esito delle 59^{e} elezioni presidenziali statunitensi.

La linea editoriale di Epoch Times ha un'ostilità precostituita verso tutto quanto afferente al PCC, ancor più enfatizzatasi in coincidenza della pandemia di COVID-19 (2019-2023). Il quotidiano ha alluso alla presenza di una "mafia ebraica" che controllerebbe il mondo e ha un atteggiamento critico verso politiche riconducibili alla sinistra come l'apertura dei confini, la rivoluzione sessuale, l'aborto e il multiculturalismo; La testata ha scritto favorevolmente sulla libertà di parola e su argomenti più vicini al sentire dei propri lettori conservatori quali il diritto al possesso delle armi da fuoco e il controllo dell'immigrazione.
Secondo Media Matters for America, dal 2017 Epoch Times ha assunto una retorica cospirazionista, e ha investito massivamente sulle piattaforme online per promuovere i propri contenuti; nel 2019 Facebook ha vietato la pubblicità alla testata, con la motivazione che aveva violato le regole sulla trasparenza della pubblicità politica. Per tutto il 2020 il quotidiano ha promosso teorie cospirative legate al movimento QAnon o come la teoria di "Uranium One", secondo cui Hillary Clinton avrebbe organizzato la vendita di depositi di uranio a personaggi russi in cambio di donazioni alla Fondazione Clinton.

## Loghi

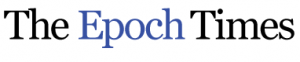
Logo usato fino al 2013
Logo usato dal 2013 al 2017
Logo in uso dal 2017